# Ron Scarlett
Ron Scarlett MBE (eigentlich Ronald Jack Scarlett; * 22. März 1911 in Stoke nahe Nelson; † 9. Juli 2002 in Christchurch) war ein neuseeländischer Paläozoologe.

## Leben und Wirken
Ron Scarlett kam als Sohn von Walter Andrew und seiner Frau Lilian Elsie Scarlett (geborene Creswell) zur Welt. Er hatte drei jüngere Brüder und vier jüngere Schwestern. Sein Vater war ein verarmter Sägewerker. Um Arbeit in den Sägemühlen zu finden, war die Familie zu mehreren Umzügen im Norden der Südinsel gezwungen. Ron Scarlett besuchte sechs Grundschulen, bevor er im Alter von 14 Jahren begann zu arbeiten. Er jobbte auf einer Farm, in einer Sägemühle, als Hilfsarbeiter, als Greenkeeper auf einem Golfplatz, als Gärtner, als Arbeiter in einer Goldmine und später als LKW-Fahrer für den Steinkohlenbergbau. Im Alter von fast 27 Jahren schrieb er sich in das Canterbury University College ein, wo er ein paar Jahre später zum Bachelor of Arts graduierte. Anschließend studierte er bei Henry Devenish Skinner Anthropologie. Daneben belegte er bei William John Harris Seminare in Bibliothekswesen. Scarletts große Leidenschaft war jedoch die Paläontologie und so begleitete er in den 1940er-Jahren Roger Duff, der zu der Zeit Direktor des Canterbury Museums war, zu Ausgrabungen in das Pyramid Valley. 1949 assistierte er Jim Eyles, dem damaligen Direktor des Nelson Provincial Museums, für drei Monate beim Freilegen von Moa-Fossilien. 1950 wurde er fester Mitarbeiter am Canterbury Museum und war mit der Bestandsaufnahme der Kollektionen betraut. In der Folgezeit wurde Scarlett einer der profiliertesten Osteologen Neuseelands. Besondere Bekanntheit errang er durch seine Ausgrabungen in den fossilen Lagerstätten Te Aute, Lake Poukawa und Pyramid Valley, wo er die subfossilen Überreste einer ausgestorbenen spätquartären Avifauna, darunter die Eyles-Weihe, der Neuseeländische Höhlenschwalm, Malacorhynchus scarletti und das Neuseeländische Pfuhlhuhn zu Tage förderte. Ron Scarlett gehörte 1954 zu den Mitbegründern der New Zealand Archaeological Association. Darüber hinaus war er Mitglied der Ornithological Society of New Zealand, für die er häufig wissenschaftliche Beiträge im vierteljährlich erscheinenden Journal Notornis verfasste. Scarlett verstarb am 9. Juli 2002 im Alter von 91 Jahren in einem Krankenhaus in Christchurch.

## Ehrungen und Dedikationsnamen
Ron Scarlett erhielt 1996 für seine wissenschaftlichen Verdienste den Orden Member of the British Empire. 1994 gaben Richard N. Holdaway und Trevor H. Worthy der ausgestorbenen Sturmtaucherart Puffinus spelaeus den Trivialnamen Scarlett’s Shearwater.

## Werke (Auswahl)
- 1972: Bones for the New Zealand Archaeologist
- 1979: Birds of a Feather: Osteological and Archaeological Papers from the South Pacific in honour of R.J. Scarlett
- 1987: Bird Species Present on the Southwest Coast of Chatham Island in the 16th Century AD
- 1990: The Naval Good Shooting Medal, 1903–1914
- 1992: Under Hazardous Circumstances : Register of Awards of Lloyd's War Medal for Bravery at Sea 1939–1945